# 佐賀県道240号伊万里停車場線
佐賀県道240号伊万里停車場線（さがけんどう240ごう いまりていしゃじょうせん）は、佐賀県伊万里市を通る一般県道である。

## 概要
伊万里市大坪町丙から伊万里市新天町に至る。全線伊万里市の中心市街地を走る。

### 路線データ
- 起点：佐賀県伊万里市大坪町丙（上伊万里交差点、国道202号交点、佐賀県道239号上伊万里停車場線終点）
- 終点：佐賀県伊万里市新天町（新田橋交差点、国道202号交点、佐賀県道344号伊万里有田線起点）
- 総延長：1.8 km

## 路線状況

### 道路施設

#### 橋梁
- 地北橋（白野川、伊万里市）
- 中島橋（伊万里市）
- 岩栗橋（伊万里川、伊万里市）

## 地理

### 通過する自治体
- 伊万里市

### 交差する道路
| 交差する道路                                           | 交差する場所 | 交差する場所          |
| ------------------------------------------------------ | ------------ | --------------------- |
| 国道202号 国道498号 重複 佐賀県道239号上伊万里停車場線 | 大坪町丙     | 上伊万里交差点 / 起点 |
| 国道202号 国道498号 重複 佐賀県道344号伊万里有田線     | 新天町       | 新田橋交差点 / 終点   |

### 交差する鉄道
- 筑肥線

### 沿線
- 伊万里税務署
- 伊万里市立伊万里中学校
- JR九州筑肥線・松浦鉄道西九州線 伊万里駅